# Cremastocheilus tomentosus
Cremastocheilus tomentosus är en skalbaggsart som beskrevs av Robert Warner 1985. Cremastocheilus tomentosus ingår i släktet Cremastocheilus och familjen Cetoniidae. Inga underarter finns listade i Catalogue of Life.